# Arthur Kopp
Pour les articles homonymes, voir Kopp.
Léopold Arthur Kopp (né le 13 septembre 1863 à Bürgerhuben (arrondissement de Niederung) et mort après 1918) est propriétaire de manoir et député du Reichstag.

## Biographie
Kopp étudie au lycée de Tilsit. Après l'école, il apprend l'agriculture et conditionne sur plusieurs domaines jusqu'à l'âge de 21 ans, puis devient soldat du 2e régiment à pied de la Garde. Après la fin de son service, il reprend la propriété de son père et achète en 1903 le domaine d'Adlig Lembruch (n'existe plus) à Adlig Groß Brittanien (de). Il est également membre du conseil d'arrondissement.
De 1912 à 1918, il est député du Reichstag pour la 1re circonscription de Gumbinnen avec le Parti populaire progressiste. Il l'emporte contre Friedrich von Moltke lors du second tour des élections.